# Georgi Gogshelidze
Georgi Gogshelidze (in georgiano გიორგი გოგშელიძე?; Gori, 7 novembre 1979) è un lottatore georgiano, specializzato nella lotta libera.

## Palmarès

### Olimpiadi
- 2 medaglie[1]:
  - 1 argento (Pechino 2008 nei 96 kg)
  - 1 bronzo (Londra 2012 nei 96 kg)

### Mondiali
- 4 medaglie:
  - 1 oro (Sofia 2001 nei 97 kg[2])
  - 1 argento (Canton 2006 nei 96 kg[1])
  - 2 bronzi (Herning 2009 nei 96 kg[1]; Mosca 2010 nei 96 kg[1])

### Europei
- 5 medaglie:
  - 2 ori (Budapest 2001 nei 97 kg[2]; Tampere 2008 nei 96 kg[2])
  - 1 argento (Baku 2010 nei 96 kg[1])
  - 2 bronzi (Mosca 2006 nei 96 kg[1]; Sofia 2007 nei 96 kg[1])